# Каур, Макс
Макс Каур  (эст. Max Kaur; 9 декабря 1969 Таллин, Эстонская ССР) — эстонский чиновник и политик; старейшина волости Йыхви, 2013—2017 Мэр города Муствеэ, доктор философии PhD, рук. Института развития общества. В 2015 году Макс Каур был удостоен титула «Человек года Причудья». Депутат регионального Собрания Муствеэ.
2009—2013 Депутат, Председатель комиссии по Правопорядку Таллинского городского Собрания (VII созыва). 2005—2006 вице-мэр города Маарду. 2002—2005 полит-советник мэра столицы Эстонии города Таллина, экс премьер-министр Эстонии Эдгара Сависаара. Основатель и лидер Движения за ограничение азартных игр в Эстонии.

## Биография
Родился в 1969 году в Таллине.
Отец — тренер по боксу клуба «Карл Леман» Владислав Ермаков, мать — балерина Лариса Лазарева-Каур; фамилия по отчиму, второму мужу матери.
1986 год
- Секретарь комсомольской организации Таллинской 51-й средней школы, насчитывающей около 1000 членов[2].

1987 год
- Окончил Таллинскую 51-ю среднюю школу.
- После неудачной попытки поступить в Тартуский университет устроился на работу в ПО «РЭТ»[2].

1987—1989 годы
- Служил в Вооружённых Силах СССР. Командир танка, в звании сержанта исполнял обязанности замполита полка в Клайпеде (Литовская ССР). Закончил службу в звании гвардии старшего сержанта[2].
- Делегат последнего съезда ЛКСМ Литвы, голосовал за отделение литовского комсомола от ВЛКСМ.

1993 год
- Начал заниматься интеграционными процессами русскоязычного населения Эстонии.

1995—1998 годы.
- Политический советник председателя Партии будущего Эстонии.

1999 год
- Вступает в Центристскую партию Эстонии.

2000 год
- Организовывает Интерклуб — русскоязычную молодёжную организацию Центристскую партии Эстонии, которая насчитывает до 2500 человек[2].
- Становится советником центрального бюро Центристской партии Эстонии.
- Член Союза юристов Эстонии (2000—2005).

2001 год
- Советник председателя Центристской партии Эстонии Эдгара Сависаара, вместе с В. Вельманом и М. Стальнухиным участвует в создании партийной газеты на русском языке и становится её директором.
- Участвует в создании Круглого стола молодых русскоговорящих политиков Эстонии, куда входит восемь молодёжных политических организации ведущих партий.

2002 год
- Окончил Московский Международный независимый эколого-политологический университет (Академия МНЭПУ), бакалавр права[2].
- Выступил в защиту Монумента павшим во Второй мировой войне в Таллине (т. н. «Бронзовый солдат»), но не нашёл понимания в своей партии[3].
- Советник-помощник мэра Таллина Эдгара Сависаара (2002—2005).

2003 год
- Окончил Международный университет социальных наук LEX в Таллине, коммерческое право.
- Каур встречался с Патриархом Алексием II во время визита последнего в Эстонию при освящении возводимого в таллинском районе Ласнамяэ православного храма[4].

2005—2006 годы
- Занимает пост вице-мэра города Маарду.
- Руководитель палдиской городской организации Центристской партии Эстонии.

2006 — 2010 годы
- проректор по развитию Института экономики и управления ECOMEN (Эстония)[5].

2007 год
- Отказался от предложения депутатов Городского собрания Кивиыли баллотироваться на пост мэра этого города[6].
- Основал и возглавил Эстонское общественное движение за ограничение азартных игр, организовавшее первые в ЕС акции против казино и способствовавшее вступлению в силу в 2009 году нового Закона об азартных играх[7][8].

2008 год
- Окончил магистратуру Санкт-Петербургского государственного инженерно-экономического университета (ИНЖЭКОН).
- Член Русского академического общества Эстонии.

2009 год
- На выборах в Таллинское городское собрание, в октябре 2009 года, избран депутатом.
- Избран заместителем председателя правовой комиссии Таллинского городского собрания и членом финансовой комиссии.
- Избран членом Финансовой комиссии Таллинского городского Собрания.
- Избран в Административный совет таллинской части города Кристийне (внутригородской административно-территориальной единицы).
- Поступил в аспирантуру Санкт-Петербургского государственного инженерно-экономического университета.

2010 год
- Избран членом комиссии по правопорядку Таллинского городского собрания.
- Руководитель недоходного объединения «Институт развития общества» (Эстония).

2011 год
- Избран Председателем комиссии по Правопорядку Таллинского городского Собрания.
- 19.09.2011 Макс Каур примимал участие, в качестве члена оргкомитета, в открытии барельефа Столыпину в Общественной палате Российской Федерации и выступил на Столыпинских чтениях.
- 20.09.2011 Макс Каур встретился с председателем Московской городской Думы Владимиром Платоновым.
- 19.10.2011 Макс Каур назначен членом Совета Таллиннского центра развития.

C 2011 года Макс Каур советник члена Правительства Санкт-Петербурга, главы Администрации Фрунзенского района Терентия Мещерякова
27 декабря 2011 года депутат Таллиннского городского Собрания, председатель комиссии по Правопорядку был принят Чрезвычайным и Полномочным послом Японии в Эстонии господином Хидэаки Хоши в посольстве Японии в Таллинне в рамках церемонии награждения Всемирного Японского проекта детского рисунка (Kanagawa Biennial) в котором отличились и две эстонские девочки.
2013 год
2 апреля 2013 году Городское Собрание города Муствеэ, столица Причудья, избрала Макса Каура мэром города Муствеэ.
В результате прошедших выборов в местные органы власти Эстонии 20 октября 2013 года, Городское Собрание города Муствеэ 5 декабря 2013 года переизбрала Макса Каура мэром столицы Причудья.
2014 год
Mэру Муствеэ Максу Кауру присвоена ученая степень Кандидата экономических наук. Решение о соответствующем признании Каура (по европейской классификаций «Доктор философии PhD») было принято 19 мая 2014 года Высшей Аттестационной Комиссией, и закреплено приказом Министерства образования и науки Российской Федерации. http://vak.ed.gov.ru/121 Архивная копия от 27 мая 2014 на Wayback Machine. 26 декабря 2013 года на заседании Диссертационного совета Санкт-Петербургского государственного экономического университета http://www.unecon.ru/ Макс Архивная копия от 14 марта 2015 на Wayback Machine Каур успешно прошёл защиту кандидаткой диссертации на тему: «Методы формирования инновационной активности развития промышленного предприятия». Научным руководителем Каура был известный российский ученый, доктор экономических наук, профессор Герольд Александрович Краюхин, а научным консультантом академик Эстонской Академии Наук Михаил Бронштейн.
2015 год
На выборах в Парламент Эстонии 1 марта 2015 года мэр Муствеэ Макс Каур получил более 30 % всех голосов избирателей, собранных в столице Причудья.
В декабре 2015 года Макс Каур был удостоен титула «Человек года Причудья».
2017 год
С 15.11.2017 депутат, вице-спикер регионального Собрания Муствеэ, с 1.05.2018 депутат регионального Собрания Муствеэ.
27 июня 2018 года стал заместителем старейшины волости Йыхви, а 11 апреля 2019 года выбран старейшиной волости Йыхви.

## Семья
- Отец — тренер по боксу клуба «Карл Леман» Владислав Ермаков.
- Мать — прима-балерина Театра оперы и балета «Эстония» Лариса Каур.
- Дочь Виктория (род. 1996).

## Награды
В 2015 году Макс Каур был удостоен титула «Человек года Причудья».